# Wim Meuleman

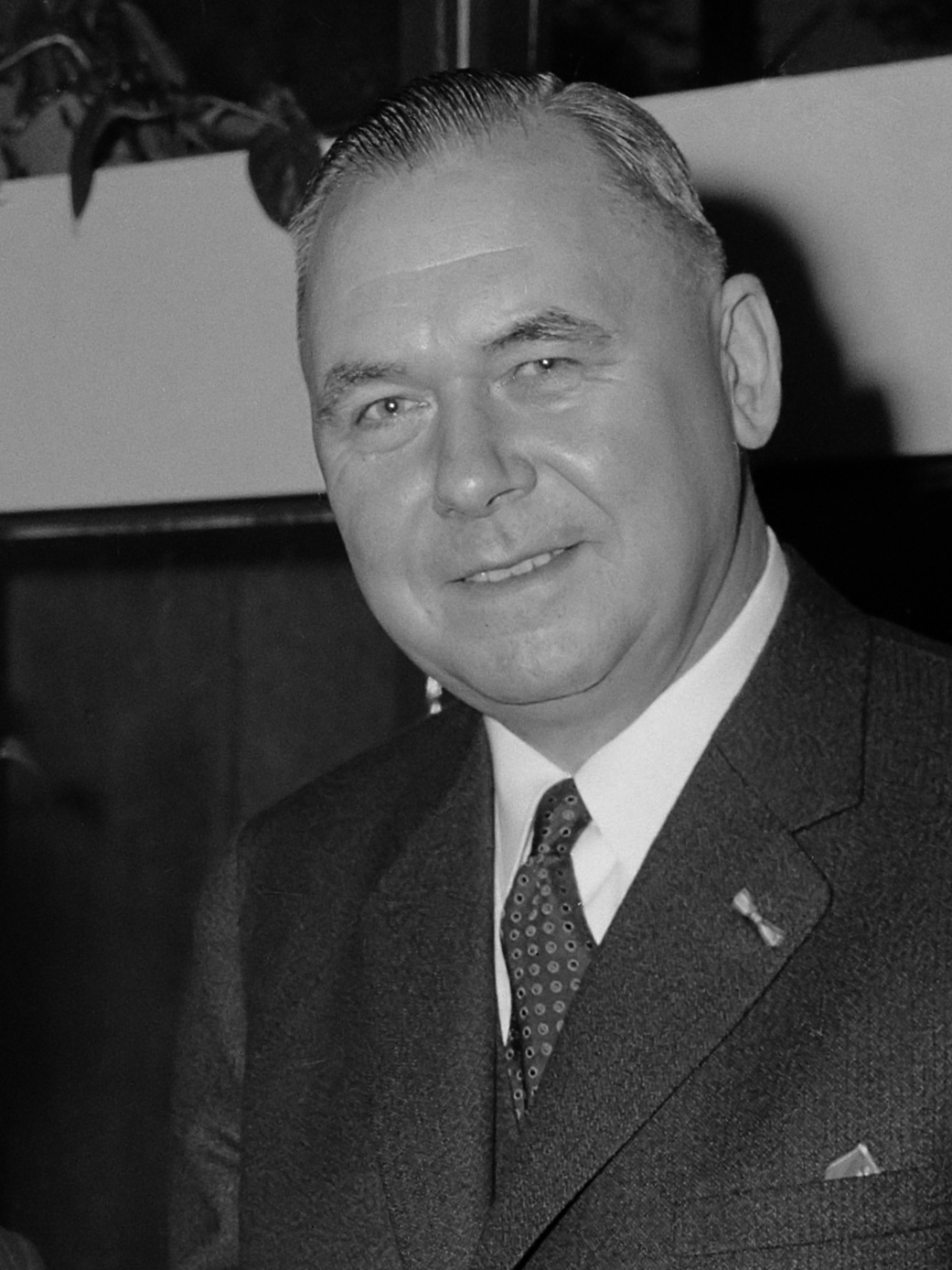
Wim Meuleman nach seiner Wahl zum KNVB-Vorsitzenden (1966)

Wilhelmus Antonius Gerardus Maria „Wim“ Meuleman (* 23. Februar 1910 in Dieren; † 10. Oktober 1988 in Naarden) war ein niederländischer Fußballfunktionär. Zwischen 1966 und 1980 war er Vorsitzender des KNVB.

## Werdegang
Meuleman spielte in der Jugend bei Quick 1888, ehe ihn eine Meniskusverletzung zum Karriereende zwang. In der Folge wurde er Fußballschiedsrichter und leitete Partien auf höchster niederländischer Ebene. Später wurde er Vorsitzender des Amateurklubs ZVV Be Quick und ab 1948 des EEV Eindhoven. Nachdem er aus beruflichen Gründen in den 1950er Jahren nach Surinam gezogen war, übernahm er dort 1957 das Amt des Vorsitzendes des Surinaamse Voetbal Bond. Anfang der 1960er kehrte er in die Niederlande zurück, wo er 1966 als Nachfolger von Toon Schröder zum KNVB-Vorsitzenden gewählt wurde. Während seiner Amtszeit professionalisierte sich der niederländische Fußball, wovon die Europapokaltriumphe von Feyenoord Rotterdam und Ajax Amsterdam in den 1970ern sowie die Erfolge der niederländischen A-Nationalmannschaft, die bei den WM-Endrunden 1974 und 1978 jeweils erst im Endspiel den Titel verpasst hatte, kündigen. Während seiner Amtszeit galt er dabei als guter Moderator zwischen dem Amateur- und Profisport, dabei manövrierte er den Verband geschickt durch die Diskussionen und Spannungen, die sich aus der Auseinanderentwicklung der finanziellen Möglichkeiten ergaben. 1980 übergab er sein Amt an Jo van Marle, anschließend wurde er im November des Jahres zum Ehrenvorsitzenden ernannt.
1988 verstarb Meuleman im Alter von 78 Jahren. Zu Lebzeiten war er im Rang eines Ritters mit dem Orden von Oranien-Nassau ausgezeichnet worden.